# Le Reporteur diabolique
Pour plus de détails, voir Fiche technique et Distribution.
Le Reporteur diabolique (Der Teufelsreporter) est un film allemand réalisé par Ernst Laemmle, sorti en 1929.

## Fiche technique
- Titre original : Der Teufelsreporter
- Titre français : Le Reporteur diabolique
- Réalisation : Ernst Laemmle
- Scénario : Billy Wilder
- Photographie : Charles J. Stumar
- Production : Joe Pasternak
- Pays d'origine : Allemagne  République de Weimar
- Format : Noir et blanc - 1,33:1 - Film muet
- Date de sortie : 1929

## Distribution
- Eddie Polo : Reporter
- Gritta Ley : Bessie
- Maria Forescu : Madame Lourdier
- Robert Garrison : Jonas
- Fred Grosser : Maxe
- Billy Wilder